# German Football League Women 2025
Die German Football League Women 2025 ist die 34. Saison in der höchsten Spielklasse des American Football in Deutschland für Frauen, die bis zum Vorjahr 1. Damenbundesliga (DBL) hieß.
Die Saison beginnt am 17. Mai 2025 und endet am 13. oder 14. September 2025 mit dem Ladiesbowl XXXII.

## Modus
In der Saison 2025 treten insgesamt sieben Teams in zwei Gruppen an (Gruppe Nord mit drei, Gruppe Süd mit vier Teams). Es wird ein doppeltes Rundenturnier ausgespielt, wobei jedes Team einmal das Heimrecht genießt. Nach jeder Partie erhält die siegreiche Mannschaft zwei und die besiegte null Punkte. Bei einem Unentschieden erhält jede Mannschaft einen Punkt. Die Punkte des Gegners werden als Minuspunkte gerechnet. Nach Beendigung des Rundenturniers wird eine Rangliste ermittelt, bei der zunächst die Anzahl der erzielten Punkte für die Platzierung entscheidend ist. Bei Punktgleichheit entscheidet der direkte Vergleich.
Nach den Rundenturnieren spielen die jeweils besten zwei Mannschaften in einer Play-off-Runde um die deutsche Meisterschaft.
In den Play-offs um die Meisterschaft wird über Kreuz gespielt. Das heißt, der Gruppenerste spielt gegen den -zweiten der jeweils anderen Gruppe in einem Halbfinale. Entsprechend spielt der Gruppenzweite gegen den -ersten der jeweils anderen Gruppe. Hierbei genießen die Gruppenersten jeweils Heimrecht. Die Sieger der beiden Halbfinals treten im Ladiesbowl gegeneinander an.

## Teams
In der Gruppe Nord nehmen die folgenden Teams am Ligabetrieb teil:
- Berlin Kobra Ladies
- Cologne Ronin Ladies
- Dresden Monarchs Frauen
- Hamburg Amazons

In der Gruppe Süd nehmen die folgenden Teams am Ligabetrieb teil:
- Erlangen Rebels
- Schwäbisch Hall Unicorns Women
- Stuttgart Scorpions Sisters

## Reguläre Saison

### Spiele
Gruppe Nord – Gruppe Süd
| Woche 1      | Woche 1                     | Woche 1 | Woche 1                     |
| Datum        | Heim                        | Erg.    | Auswärts                    |
| ------------ | --------------------------- | ------- | --------------------------- |
| 17. Mai 2025 | Berlin Kobra Ladies         | 74:00   | Dresden Monarchs Frauen     |
| 18. Mai 2025 | Schwäbisch Hall Unicorns W. | 00:67   | Stuttgart Scorpions Sisters |
| 18. Mai 2025 | Cologne Ronin Ladies        | 07:61   | Hamburg Amazons             |
|              | Spielfrei: Erlangen Rebels  |         |                             |

| Woche 2      | Woche 2                                | Woche 2 | Woche 2                     |
| Datum        | Heim                                   | Erg.    | Auswärts                    |
| ------------ | -------------------------------------- | ------- | --------------------------- |
| 31. Mai 2025 | Dresden Monarchs Frauen                | 12:51   | Cologne Ronin Ladies        |
| 31. Mai 2025 | Berlin Kobra Ladies                    | 14:20   | Hamburg Amazons             |
| 31. Mai 2025 | Erlangen Rebels                        | 58:00   | Schwäbisch Hall Unicorns W. |
|              | Spielfrei: Stuttgart Scorpions Sisters |         |                             |

| Woche 3      | Woche 3                                   | Woche 3 | Woche 3                 |
| Datum        | Heim                                      | Erg.    | Auswärts                |
| ------------ | ----------------------------------------- | ------- | ----------------------- |
| 7. Juni 2025 | Stuttgart Scorpions Sisters               | 42:00   | Erlangen Rebels         |
| 7. Juni 2025 | Cologne Ronin Ladies                      | 00:42   | Berlin Kobra Ladies     |
| 8. Juni 2025 | Hamburg Amazons                           | 63:60   | Dresden Monarchs Frauen |
|              | Spielfrei: Schwäbisch Hall Unicorns Women |         |                         |

| Woche 4       | Woche 4                                                                                 | Woche 4 | Woche 4              |
| Datum         | Heim                                                                                    | Erg.    | Auswärts             |
| ------------- | --------------------------------------------------------------------------------------- | ------- | -------------------- |
| 22. Juni 2025 | Dresden Monarchs Frauen                                                                 | 07:49   | Berlin Kobra Ladies  |
| 22. Juni 2025 | Hamburg Amazons                                                                         | 43:70   | Cologne Ronin Ladies |
|               | Spielfrei: Erlangen Rebels, Schwäbisch Hall Unicorns Women, Stuttgart Scorpions Sisters |         |                      |

| Woche 5       | Woche 5                                                                                 | Woche 5 | Woche 5                 |
| Datum         | Heim                                                                                    | Erg.    | Auswärts                |
| ------------- | --------------------------------------------------------------------------------------- | ------- | ----------------------- |
| 28. Juni 2025 | Cologne Ronin Ladies                                                                    | 60:21   | Dresden Monarchs Frauen |
| 29. Juni 2025 | Hamburg Amazons                                                                         | 14:70   | Berlin Kobra Ladies     |
|               | Spielfrei: Erlangen Rebels, Schwäbisch Hall Unicorns Women, Stuttgart Scorpions Sisters |         |                         |

| Woche 6       | Woche 6                                                                                 | Woche 6 | Woche 6              |
| Datum         | Heim                                                                                    | Erg.    | Auswärts             |
| ------------- | --------------------------------------------------------------------------------------- | ------- | -------------------- |
| 12. Juli 2025 | Dresden Monarchs Frauen                                                                 | 00:45   | Hamburg Amazons      |
| 12. Juli 2025 | Berlin Kobra Ladies                                                                     | 14:20   | Cologne Ronin Ladies |
|               | Spielfrei: Erlangen Rebels, Schwäbisch Hall Unicorns Women, Stuttgart Scorpions Sisters |         |                      |

| Woche 7/8/9    | Woche 7/8/9                                                                                    | Woche 7/8/9 | Woche 7/8/9                 |
| Datum          | Heim                                                                                           | Erg.        | Auswärts                    |
| -------------- | ---------------------------------------------------------------------------------------------- | ----------- | --------------------------- |
| 20. Juli 2025  | Erlangen Rebels                                                                                | 00:63       | Stuttgart Scorpions Sisters |
| 26. Juli 2025  | Stuttgart Scorpions Sisters                                                                    | 63:00       | Schwäbisch Hall Unicorns W. |
| 3. August 2025 | Schwäbisch Hall Unicorns W.                                                                    | 20:28       | Erlangen Rebels             |
|                | Spielfrei: Berlin Kobra Ladies, Cologne Ronin Ladies, Dresden Monarchs Frauen, Hamburg Amazons |             |                             |

### Tabelle
| Gruppe Nord | Gruppe Nord             | Gruppe Nord | Gruppe Nord | Gruppe Nord | Gruppe Nord | Gruppe Nord | Gruppe Nord | Gruppe Nord | Gruppe Nord |    | Gruppe Süd                  | Gruppe Süd | Gruppe Süd | Gruppe Süd | Gruppe Süd | Gruppe Süd | Gruppe Süd | Gruppe Süd | Gruppe Süd | Gruppe Süd |
| #           | Team                    | Sp          | S           | U           | N           | Punkte      | SQ          | TD          | Diff.       | #  | Team                        | Sp         | S          | U          | N          | Punkte     | SQ         | TD         | Diff.      |            |
| ----------- | ----------------------- | ----------- | ----------- | ----------- | ----------- | ----------- | ----------- | ----------- | ----------- | -- | --------------------------- | ---------- | ---------- | ---------- | ---------- | ---------- | ---------- | ---------- | ---------- | ---------- |
| 1.          | Hamburg Amazons         | 6           | 6           | 0           | 0           | 12:00       | 1,000       | 246:410     | +205        | 1. | Stuttgart Scorpions Sisters | 4          | 4          | 0          | 0          | 8:0        | 1,000      | 235:000    | +235       |            |
| 2.          | Berlin Kobra Ladies     | 6           | 3           | 0           | 3           | 6:6         | 0,500       | 200:610     | +139        | 2. | Erlangen Rebels             | 4          | 2          | 0          | 2          | 4:4        | 0,500      | 086:125    | 0−39       |            |
| 3.          | Cologne Ronin Ladies    | 6           | 3           | 0           | 3           | 6:6         | 0,500       | 145:193     | 0−48        | 3. | Schwäbisch Hall Unicorns W. | 4          | 0          | 0          | 4          | 0:8        | 0,000      | 020:216    | −196       |            |
| 4.          | Dresden Monarchs Frauen | 6           | 0           | 0           | 6           | 00:12       | 0,000       | 046:342     | −296        |    |                             |            |            |            |            |            |            |            |            |            |

Erläuterungen: Qualifikation für Play-offs
- Tie-Breaker: Berlin vor Köln aufgrund direktem Vergleich (56:20)

## Play-offs
|  | Halbfinale | Halbfinale                  | Halbfinale |  |  | Ladiesbowl XXXII | Ladiesbowl XXXII | Ladiesbowl XXXII |
|  |            |                             |            |  |  |                  |                  |                  |
|  |            |                             |            |  |  |                  |                  |                  |
|  | N1         | Hamburg Amazons             |            |  |  |                  |                  |                  |
|  | S2         | Erlangen Rebels             |            |  |  |                  |                  |                  |
|  |            |                             |            |  |  | HF1              |                  |                  |
|  |            |                             |            |  |  | HF2              |                  |                  |
|  | S1         | Stuttgart Scorpions Sisters |            |  |  |                  |                  |                  |
|  | N2         | Berlin Kobra Ladies         |            |  |  |                  |                  |                  |
|  |            |                             |            |  |  |                  |                  |                  |

### Halbfinale
|                                     |  | {{{Spiel}}}                 |       |                     |  |             |
| Stuttgart 16. August 2025 14:00 Uhr |  | Stuttgart Scorpions Sisters | – : – | Berlin Kobra Ladies |  | TUS 1 Platz |
| Stuttgart 16. August 2025 14:00 Uhr |  | Stuttgart Scorpions Sisters |       | Berlin Kobra Ladies |  | TUS 1 Platz |

|                                   |  | {{{Spiel}}}     |       |                 |  |                    |
| Hamburg 17. August 2025 12:00 Uhr |  | Hamburg Amazons | – : – | Erlangen Rebels |  | Pioneers Homefield |
| Hamburg 17. August 2025 12:00 Uhr |  | Hamburg Amazons |       | Erlangen Rebels |  | Pioneers Homefield |

### Ladiesbowl XXXII
|                        |  | {{{Spiel}}} |       |            |  |  |
| 13./14. September 2025 |  | Sieger HF1  | – : – | Sieger HF2 |  |  |
| 13./14. September 2025 |  | Sieger HF1  |       | Sieger HF2 |  |  |